# Cononitas
Los cononitas fueron herejes del siglo VI que seguían las opiniones de un cierto Conón, obispo de Tarso.
Sus creencias acerca de la santísima Trinidad fueron similares a las de los triteístas o tritheilas. Conón disputó contra Juan Filopón, otro hereje, sobre si en la resurrección de los cuerpos, Dios restablecería a la vez la materia juntamente con la forma de ellos o solamente una de las dos cosas. Conón sostenía que el cuerpo no perdía nunca su forma, que solo la materia tenía necesidad de ser restablecida. 